# Çevrimkaya, Muratlı
Çevrimkaya là một xã thuộc huyện Muratlı, tỉnh Tekirdağ, Thổ Nhĩ Kỳ. Dân số thời điểm năm 2011 là 95 người.